# Francis Gazeau
Pour les articles homonymes, voir Gazeau.
Francis Gazeau est un photographe français.

## Collections
- Bibliothèque nationale de France

## Expositions
- 2009, Dubaï
- 2008, Musée des Civilisations Européennes et Méditerranéennes, Marseille
- 2007, 
  - Siège de l'ONU, New York
  - Galerie Modus, Paris
- 2006, Palais des Nations unies à Genève
- 2005,
  - UNESCO, Paris
  - Parlement Européen à Strasbourg
- 2004, Palais de Tokyo, Paris (collective)
- 2003, 
  - galerie Anne Moerchen à Hambourg
  - Terre d’Images, Biarritz
- 2002, Espace des Créateurs au Forum des Halles, Paris
- 2000 Maroc, Institut du monde arabe, Paris
- 1998, Les Migrateurs, rue Jacob, Paris